# The Accountant 2
The Accountant 2 è un film del 2025 diretto da Gavin O'Connor, con protagonista Ben Affleck.
È il sequel di The Accountant, film del 2016 con i medesimi regista e protagonista.

## Trama
L'ex direttore della FinCEN, Raymond King, incontra la misteriosa assassina Anaïs per chiederle aiuto nella localizzazione di una famiglia salvadoregna, offrendole solo una foto datata dei genitori e del loro figlioletto. Anaïs non risponde all'offerta ma avverte King di essere seguita. Quest'ultimo viene assassinato nella sparatoria che segue, mentre lei riesce a fuggire illesa. Medina, la protetta di King e attuale direttrice della FinCEN, identifica il corpo e vede la scritta "Trova il contabile" sul suo braccio, decidendo di occuparsi del caso. Medina, pur diffidando delle attività illegali di Christian Wolff, gli chiede aiuto per trovare la famiglia della foto. Egli mette insieme un collage di informazioni che mostra come tale famiglia si sia trasferita da El Salvador a Los Angeles, incontrando pericoli lungo il percorso. Cobb, l'uomo incaricato di uccidere Anaïs e King, informa il suo responsabile, Burke, il quale gli ordina di continuare a inseguire Anaïs per timore che si renda conto di ciò che lui le ha fatto. Christian invita suo fratello Braxton ad aiutarlo nel caso. Justine, che vive ancora nella comunità di suo padre nel New Hampshire, si unisce a un gruppo di bambini autistici per hackerare diverse tecnologie e aiutare Christian. Il gruppo riesce a trovare una foto di Anaïs, ma non a identificarla. A disagio coi loro metodi illegali, Medina si separa dal gruppo. Visita un ospedale menzionato in uno dei rapporti di King, dove scopre che Anaïs è in realtà la madre nella foto. Anaïs è rimasta coinvolta in un grave incidente e, dopo aver perso la memoria, ha sviluppato intense abilità di combattimento prima di riuscire a fuggire. Batu, un killer professionista, offre a Medina un contratto che Braxton rifiuta. Justine avvisa Wolff, che arriva dopo che Anaïs ha ferito Medina.
Braxton e Christian scoprono che Alberto, il figlio autistico di Anaïs, è ancora vivo, tenuto prigioniero in un campo di prigionia a Juarez insieme ad altri figli di vittime di tratta, separati dalle loro famiglie. Irrompono nel complesso e riescono a salvare Alberto e il resto dei bambini dopo aver ucciso Cobb e le altre guardie. Justine ricatta Batu per annullare il suo contratto con Medina. Anaïs, dopo aver recuperato parte della memoria, capisce che Burke è la persona che ha imprigionato suo figlio e ucciso suo marito a Juarez, così lo stana e lo uccide. Justine e i bambini autistici si preparano ad accogliere Alberto nella loro struttura nel New Hampshire, mentre Braxton e Christian discutono sull'idea di andare in campeggio insieme.

## Produzione
Nel giugno 2017 è stato annunciato che sarebbe stato girato un sequel di The Accountant, con Ben Affleck che avrebbe nuovamente recitato il ruolo ruolo da protagonista; gli stessi Bill Dubuque e Gavin O'Connor sarebbero tornati nei ruoli rispettivamente di sceneggiatore e regista. Nel febbraio 2020, Ben Affleck ha confermato che gli sviluppi erano in corso, esprimendo interesse anche per la una eventuale serie televisiva. Nel settembre 2021 Gavin O'Connor anche ha rivelato che il sequel era in fase di sviluppo, con la possibilità di un terzo capitolo. Affleck e Jon Bernthal sono stati confermati nei loro ruoli di Christian Wolff e Brax.
Bryce Dessner ha composto la colonna sonora del film, sostituendo in questo ruolo Mark Isham, che aveva composto la colonna sonora del primo film.

## Distribuzione
Il film è stato presentato in anteprima al South by Southwest l'8 marzo 2025 ed è stato distribuito nelle sale cinematografiche degli Stati Uniti da Amazon MGM Studios e a livello internazionale da Warner Bros. Pictures il 25 aprile 2025. Le proiezioni in anteprima del film hanno avuto luogo il 15 aprile 2025 in onore del Tax Day.

## Accoglienza

### Incassi
Il film ha incassato 65523366 $ in Nord America e 37700000 $ nel resto del mondo, per un totale di 103223366 $.

### Critica
Su Rotten Tomatoes il film ha il 76% di recensioni positive, su Metacritic il voto medio di 42 critici è di 58/100.